# Hipólito Gómez de las Roces
Hipólito Gómez de las Roces Pinilla (Nava, Espanha, 1932) é um político espanhol que faz parte do Partido Aragonês (PAR) e que anteriormente foi Presidente do Governo de Aragão, uma das administrações regionais espanholas, de 1987 a 1991.